# Kraftwerk Randi
Das Kraftwerk Randi ist ein Wasserkraftwerk in der Gemeinde Jokkmokk, Provinz Norrbottens län, Schweden, das am Lilla Luleälven etwa 20 km flussaufwärts der Ortschaft Jokkmokk liegt. Es wurde von 1973 bis 1976 errichtet. Das Kraftwerk ist im Besitz von Vattenfall und wird auch von Vattenfall betrieben.

## Absperrbauwerk
Das Absperrbauwerk ist ein Staudamm mit einer Höhe von 20 m, der einige Kilometer südwestlich des Kraftwerks liegt. Der Damm blockiert den natürlichen Abfluss aus dem See Randijaure.

## Stausee
Bei einem Stauziel von 282 m erstreckt sich der Stausee über eine Fläche von rund 51 km² und fasst 100 Mio. m³ Wasser.

## Kraftwerk
Mit dem Bau des Kraftwerks wurde 1973 begonnen; es ging 1976 in Betrieb. Das Kraftwerk verfügt mit einer Kaplan-Turbine über eine installierte Leistung von 84,2 (bzw. 85 oder 90) MW. Die durchschnittliche Jahreserzeugung liegt bei 225 (bzw. 235) Mio. kWh. Die Fallhöhe beträgt 24 (bzw. 25) m. Der maximale Durchfluss liegt bei 425 m³/s.
Das Kraftwerk liegt an einem Kanal, der den Randijaure mit dem See Unna-Seunnak verbindet.